# Importation

Les dix principaux pays pour le commerce international

Une importation est une entrée dans un pays de biens ou services provenant d'un autre pays.
En informatique, une importation désigne l'action qui permet de convertir des données d'une application à une autre.

## Types de marchandises
Ces marchandises peuvent être :
- des biens matériels et stockables comme tout bien ou produit fabriqué à l'étranger et dont le suivi est matérialisé par des transferts de responsabilité à chaque étape du processus de transport et de douane ;
- des services (biens immatériels non stockables) tel qu'un logiciel téléchargé au travers d'Internet.

## Intérêt
L'importation possède des avantages pour le consommateur (plus grand choix de produits, meilleure concurrence sur les prix) et un aiguillon de compétitivité pour les producteurs. Voir cependant l'article Dumping social.
Du fait de la mondialisation économique, les deux flux sont souvent liés (par exemple, importation de matières et composants et réexportation de produits finis) : les ressources obtenues par les producteurs d'un pays en vendant avec succès dans un autre seront a priori utilisées à quelque chose par la suite. De même, l'achat de biens et services à un pays étranger suppose que l'acheteur ou les acheteurs leur trouvent un intérêt supérieur à celui de conserver les devises correspondantes.

## Volume
En France, les importations représentent en 2005 54 % de la consommation de biens manufacturés. Selon l'OFCE, les ménages importent environ 14 % du total de ce qu'ils consomment.
Les importations de biens permettent aussi à certains pays d'abaisser leurs productions de gaz à effet de serre en délocalisant les productions polluantes.
C'est le cas par exemple des États-Unis par l'intermédiaire de la production industrielle chinoise.
Les importations en France concernant le gaz naturel proviennent principalement de 4 pays fournisseurs :
- la Norvège (43%) en 2016
- La Russie (21%)
- Les Pays-Bas (11%)
- l'Algérie (10%)